# Mia Hamm
Mariel Margaret Hamm,  mais conhecida como Mia Hamm (Selma (Alabama), 17 de março de 1972) é uma ex-futebolista norte-americana.
Hamm atuou de 1987 a 2004 disputou 4 Copas com 23 jogos, 8 gols e 2 títulos (1991 e 1999). Ela ganhou por duas vezes o título de Melhor jogadora do ano, em 2001 e 2002, tendo ficado em segundo lugar nos dois anos seguintes, sendo que para mulheres este prémio começou a ser atribuído em 2001. Hamm detinha o recorde de mais gols feitos, tanto por homens quanto por mulheres na história do futebol, até que em 2013, a sua compatriota Abby Wambach fez o seu 159.º gol e quebrou o seu recorde. Encerrou sua carreira profissional em 2004. Pela Seleção dos Estados Unidos, venceu duas vezes a Copa do Mundo de Futebol Feminino — 1991 e 1999 — e conquistou o ouro olímpico em Atlanta 1996 e Atenas 2004, além da medalha de prata em Sydney 2000.